# Суад Хамзић
Суад Хамзић (Сарајево, 16. јул 1945 — Мостар, 2. мај 2019) био је пуковник-пилот авијације Југословенске народне армије и Војске Југославије.

## Биографија
Рођен је 16. јула 1945. године у Сарајеву, од оца обућара и мајке домаћице. Након основне школе, завршио је Ваздухопловну војну гимназију „Маршал Тито” РВ и ПВО (као питомац 1. класе тада Припремне школе ВВА) у Мостару, 1963. године. У јесен исте године примљен је на Ваздухопловну војну академију ЈНА у Задру, коју завршава као питомац њене 18. класе, 1966. године, у чину потпоручника, са звањем пилот ловца-бомбардера. Прву професионалну службу добио је као пилот 352. извиђачко-авијацијске ескадриле у Загребу, на Плесу, а током своје војне и летачке каријере био је стациониран у Брежицама, Батајници и Бихаћу. Већ 1968. године завршио је преобуку за лет на МиГ-21, модел Ф13, једноседу предвиђеном за дневне летове, опремљеног турбо-млазним мотором, док је од наоружања садржао две ракете ваздух-ваздух и топ од 30 mm. Летео је на многим типовима авиона, укључујући и Ф-84 Тандерџет, Ф-86 Сејбр, итд. Био је и инструктор летења РВ и ПВО.
Командно-штабну академију РВ и ПВО завршио је од 1975. до 1977. године, а 1978. завршио је Штабни колеџ Краљевског ратног ваздухопловства у Великој Британији.
У септембру 1980. године заједно са инжењером ВТС, мајором Ратком Обрадовићем, боравио је у Сједињеним Америчким Државама, где је тестирао авион РФ-5Е, за који је тада било заинтересовано Југословенско ратно ваздухопловство.
Четири године је провео у Анкари, на месту војног аташеа Оружаних снага СФРЈ у Турској (1986—1990). По нестанку ЈНА, 20. маја 1992. године, наставио је професионалну војну службу у Војсци Југославије. Пензионисан је 31. маја 1993. године у чину пуковника авијације. Након пензионисања, посветио се писању и неколико година је писао своје приче и искуства из летачке каријере за ваздухопловни портал „Танго Сикс”, које су завределе велику популарност, и у чијем издању је 2017. године објавио и књигу под називом „Летачке приче”.
Умро је изненада 2. маја 2019. године у Мостару, од последица срчаног удара. Сахрањен је на Новом гробљу у Београду.
Носилац је бројних југословенских одликовања, међу којима су — Орден за војне заслуге са златним мачевима, Орден народне армије са сребрном звездом и Орден за војне заслуге са сребрним мачевима.